# Esad Ćimić
Esad Ćimić (Mostar, 3. lipnja 1931. – Zagreb, 7. listopada 2024.) bio je hrvatski i bosanskohercegovački filozof i sociolog. Osnivač studija sociologije u Zadru i utemeljitelj[gdje - je li općenito ili samo u Hrvatskoj] sociologije religije.

## Životopis
Esad Ćimić rodio se u Mostaru 1931. godine. U rodnom gradu je završio srednju školu. Na filozofskom fakultetu u Sarajevu završio je, 1960. godine, studij filozofije a doktorirao je 1964. godine s tezom  Socijalističko društvo i religija. Predavao je zatim Teorijsku sociologiju na filozofskom fakultetu u Sarajevu. 1972. godine izbačen je iz Partije pod optužbom da je iznutra rušio komunizam. Prvi je doktor sociologije religije u bivšoj Jugoslaviji.[provjeriti hrvatsku bogoslovsku literaturu] Njegova knjiga Čovjek na raskršću iz 1975. godine bila je zabranjena i uništena a njegov priručnik za srednje škole Nauka o čovjeku "spontano" je spaljena u dvorištu tuzlanske gimanzije. Nakon toga je isključen sa sarajevskog Fakulteta zbog "moralno-političke nepodobnosti". Izjašnjavajući se kao Hrvat te objašnjavajući da "nacija nije košulja koja se svaki dan može mijenjati" doživljava poniženja od svojih prijatelja u Sarajevu. Pokušao je objasniti da se "nacija ne uvodi dekretom". Tvrdio je da džamija ne može biti jedina nacionalna institucija u kojoj će Muslimani postati nacija, već da se za razvoj nacije moraju tvorti sociološki preduvijeti koji, u to vrijeme nisu postojali, kako je istakao Čimić. Upravo "Titovi bosanski muslimani" su se obračunali s njime. Titovi komunisti zapovijedili su ondašnjim bosanskohercegovačkim glavešinama da moraju uvesti "muslimansku naciju". Prosinca 1975. okružni je sud spalio sve primjerke Čimićeve knjige Čovjek na raskrižju. Od 1976. do 1982. godine profesor je sistematske sociologije na Filozofskom fakultetu u Zadru gdje je jedan je od utemeljitelja studija sociologije.
Osim u Zadru, Ćimić radio je u Beogradu (1982. – 1992., profesor na beogradskom Filozofskom fakultetu) i Ljubljani. Od 1992. do 1995. godine radio je na Institutu za primijenjena društvena istraživanja Sveučilišta u Zagrebu u zvanju znanstvenog savjetnika. Profesor je na Hrvatskim studijima od njegovog osnutka, gdje je predavao Opću znanost o društvu, od prosinca 1993. godine obnašao je dužnost ravnatelja Instituta, a od rujna 1994. godine predsjednika Znanstvenog vijeća.
Godine 1996. prof. dr. Esad Ćimić vratio se na Filozofski fakultet u Zadru, gdje je bio predstojnik Odsjeka za sociologiju do umirovljenja a nakon umirovljenja profesor emeritus ↓1, vanjski suradnik odjela za sociologiju.
Član je Društva hrvatskih književnika.
Djela prof. dr. sc. Esada Ćimića prevođena su na engleski, francuski, ruski, talijanski i slovenski jezik.

## Djela
- Socijalističko društvo i religija. Ispitivanje odnosa između samoupravljanja i procesa prevladavanja tradicionalne religije., Sarajevo, 1966. (2. izd. Sarajevo, 1970.)
- Omladina i religija, Beograd, 1967.
- Društvo i religija. Marksistička kritika religije., Beograd, 1968.
- Savez komunista i religija, Beograd, 1969.
- Religijski fenomen u socijalizmu, Subotica, 1969.
- Drama ateizacije. Religija, ateizam i odgoj., Sarajevo, 1971. (2. dop. izd. Sarajevo, 1974.; 3. izd. NIRO "Mladost", Beograd, 1984.; slov. izd. Drama ateizacije: religija, ateizem in vzgoja, Cankarjeva založba, Ljubljana, 1972.; 5. bitno izmj. i proš. izd. Drama a/teizacije, Šahinpašić, Sarajevo-Zagreb, 2007.)
- Marksizam i odgoj, Osijek, 1973. (suautori: Predrag Vranicki i Veljko Cvjetičanin)
- Čovjek na raskršću: sociološki ogledi, Sarajevo 1975. (suautorica: Milica Grabovac)
- Uvod u Marksizam, Beograd, 1975. (2. izd. Uvod u marksizam: osnovi marksističke teorije društva, Mladost, Beograd, 1980.)
- Politika kao sudbina: prilog fenomenologiji političkog stradalništva, Beograd, 1982. (2. proš. izd. Stvarnost, Zagreb, 1989.)
- Dogma i sloboda: (otvoreno društvo i zatvorena svijest), Beograd, 1985.
- Ateizam kao povijesni humanizam, Zagreb, 1988.
- Metodologijski doseg istraživanja unutar sociologijje religije u Hrvatskoj, Zagreb, 1991.
- Sveto i svjetovno, Zagreb, 1992.
- Iskušenja zajedništva - ogledi, Sarajevo, 2005.
- Od monologa prema dijalogu o bošnjačkoj sudbini, Zagreb-Sarajevo, 2013.

## Nagrade
- 1998.: Medalja s kolajnom s likom dr. Ive Pilara.[8]
- 2008.: Nagrada Grada Zadra za životno djelo, za osobit doprinos gradu Zadru na području humanističkih znanosti.
- 2010.: Nagrada Udruge za vjersku slobodu u Republici Hrvatskoj, za naročit doprinos u širenju i ostvarivanju vjerske slobode.[9]

## Citati
- "Ja sam Hrvat i ne mogu nacije mijenjati kao košulje. Muslimani su zakasnili da budu narod i preuranili da budu nacija."[10]